# Karl Knaup
Karl-Heinz Knaup (* 23. Mai 1950 in Sonthofen) ist ein deutscher Schauspieler und Synchronsprecher.

## Leben
Karl Knaup absolvierte seine schauspielerische Ausbildung von 1972 bis 1975 am Zinner Studio in München. Im Jahr 2000 belegte er einen Acting Workshop nach der Schauspieltechnik von Michael Tschechow bei Daniele Legler. Stationen seiner Bühnenlaufbahn waren u. a. die Komödie am  Kurfürstendamm, das Theater im Zimmer, die Bad Hersfelder Festspiele und das Theater Paderborn.
Im Kino konnte man Knaup erstmals 1981 in dem Film Jaipur Junktion sehen. Es folgten Streifen wie Wildfeuer, die internationale Produktion Gesprengte Ketten – Die Rache der Gefangenen oder Meine schöne Nachbarin. Seit Beginn der 1990er Jahre ist er auch ein vielbeschäftigter Fernsehschauspieler und übernimmt regelmäßig vor allem Episodenrollen in verschiedenen Serien, so z. B. im Polizeiruf 110, im Tatort, in Das Duo, Wolffs Revier, Die Rosenheim-Cops oder Der Staatsanwalt. Des Weiteren war Knaup 1997 in allen Folgen der 13-teiligen RTL-Serie Die Feuerengel als Matthias Bünting zu sehen, in der ZDF-Serie Zwei Männer am Herd verkörperte er 1999 in neun Folgen die Figur des Günter Pohlmann.
Daneben ist Karl Knaup umfangreich in der Synchronisation tätig. So lieh er seine Stimme Kollegen wie Daniele Legler in Operation Schmetterling, Carel Struycken in einer Folge der Serie The Blacklist oder Sven-Åke Wahlström in der Folge Schneeträume aus der schwedischen Krimiserie Maria Wern, Kripo Gotland. In dem international besetzten Film Pater Rupert Mayer aus dem Jahr 2014 synchronisierte Knaup sich selber in der Rolle des Dr. Reichtor.
Karl Knaup spricht mehrere Sprachen, darunter fließend Englisch, Französisch und Italienisch. Er lebt in München und ist der jüngere Bruder der Sängerin Renate Knaup sowie der ältere Bruder des Schauspielers Herbert Knaup, mit dem er in dem Kluftingerkrimi Milchgeld gemeinsam vor der Kamera stand.

## Filmografie (Auswahl)
- 1988: Gesprengte Ketten – Die Rache der Gefangenen
- 1990: Mit den Clowns kamen die Tränen
- 1990: Tatort und Polizeiruf 110 – Unter Brüdern
- 1991: Wildfeuer
- 1991–1992: Forsthaus Falkenau (4 Folgen als Erwin Maurer)
- 1993: Die zweite Heimat – Chronik einer Jugend
- 1994: Die Wache – Die Prämie
- 1995: Transatlantis
- 1996: Der Pakt – Wenn Kinder töten
- 1997: Einsatz Hamburg Süd – Der Verräter
- 1997: Die Feuerengel
- 1998: Die Beischlafdiebin
- 1998: Lisa Falk – Eine Frau für alle Fälle
- 1999: Delta Team – Auftrag geheim! - Falsches Spiel
- 1999: Stahlnetz – Die Zeugin
- 1999: Zwei Männer am Herd
- 2000: Tatort – Der schwarze Skorpion
- 2000: Blondine sucht Millionär fürs Leben
- 2000: Die Motorrad-Cops – Hart am Limit – Ein Killer zuviel
- 2002: Das Duo – Tod am Strand
- 2002: Lindenstraße – Das Kreuz
- 2003: Der Ärgermacher
- 2003: Die Rettungsflieger (3 Folgen als Oberst Bodewig)
- 2003: Dr. Sommerfeld – Neues vom Bülowbogen – Eine Liebe fürs Leben
- 2004: München 7 – Zu spät
- 2004: Wolffs Revier – An einem Tag im Mai
- 2004: Alarm für Cobra 11 – Die Autobahnpolizei – Gnadenlos
- 2005: Die Rosenheim-Cops – Wasserleichen unter sich
- 2005: Berlin, Berlin – Deus ex machina
- 2005: Tsunami
- 2005: Balko – Der Verrat
- 2005: Margarete Steiff
- 2006: Die Familienanwältin – Hinter dem Spiegel
- 2006: Polizeiruf 110: Traumtod
- 2008: Der Bulle von Tölz: Der Kartoffelkönig
- 2009: Die Rosenheim-Cops – Alle haben Dreck am Stecken
- 2009: Der Staatsanwalt – Der perfekte Mord
- 2009: Meine schöne Nachbarin
- 2010: Ihr Auftrag, Pater Castell – Das Geheimnis der letzten Tage
- 2010: Der Bergdoktor – Zerbrochene Hoffnung
- 2011: Heiter bis tödlich: Hubert und Staller – Kleine Fische, große Fische
- 2011: Notruf Hafenkante – Dummer August
- 2012: München 7 – Die Wilde aus dem Süden
- 2012: SOKO Kitzbühel – Viererbande
- 2012: Milchgeld. Ein Kluftingerkrimi
- 2012: Pfarrer Braun – Ausgegeigt!
- 2012: Tatort – Ein neues Leben
- 2013: SOKO München – Der Engel von Schwabing
- 2013: Der Bergdoktor – Allein
- 2014: Die Garmisch-Cops – Der Chef ist tot!
- 2014: Pater Rupert Mayer
- 2015: Der Alte – Blutige Spur
- 2015: Der Staatsanwalt – Ein raffinierter Plan
- 2015: Der Pfad (Kurzfilm)
- 2015: Die Rosenheim-Cops – Das süße Erbe
- 2015: Trash Detective
- 2016: Die Akte General
- 2016: Die Reise mit Vater
- 2016: Die Kanzlei: Falsche Freunde
- 2017: SOKO München – Dropouts
- 2017: Tatort – Der Tod ist unser ganzes Leben
- 2017: SOKO Stuttgart – Blinde Wut
- 2018: SOKO Wismar – Helenes Hochzeit
- 2018: Polizeiruf 110: Das Gespenst der Freiheit
- 2018: Der Alte — Folge 413: Das perfekte Glück
- 2018: Die Hälfte der Welt gehört uns – Als Frauen das Wahlrecht erkämpften (Dokudrama)
- 2018: Winterherz – Tod in einer kalten Nacht
- 2019: Die Rosenheim-Cops – Ein unliebsamer Mitbewohner
- 2019: Hartwig Seeler – Gefährliche Erinnerung
- 2019–2024: Daheim in den Bergen (Fernsehreihe)
  - 2019: Schwesternliebe
  - 2020: Väter
  - 2020: Die Bienenkönigin
  - 2020: Auf neuen Wegen
  - 2024: Schulter an Schulter
- 2019: A Gschicht über d’Lieb
- 2020: SOKO München – Affenliebe
- 2020: Das Tal der Mörder (Fernsehfilm)
- 2020: Daheim in den Bergen – Väter (Folge 5)
- 2021: Hubert ohne Staller – Die letzte Reise
- 2021: Frühling – Schmetterlingsnebel
- 2021: Die Bergretter – Klang der Erinnerung
- 2021: Die Rosenheim-Cops – Wer rechnet schon mit Mord
- 2022: Die Glücksspieler (Fernsehserie)
- 2022: JGA: Jasmin. Gina. Anna.
- 2024: Dahoam is Dahoam – Das quälende Geheimnis, Loslassen und Okemma
- 2025: Ein stummer Hund will ich nicht sein[3]
- 2025: Lena Lorenz – Vor aller Augen